# Müllverbrennungsanlage Dürnrohr

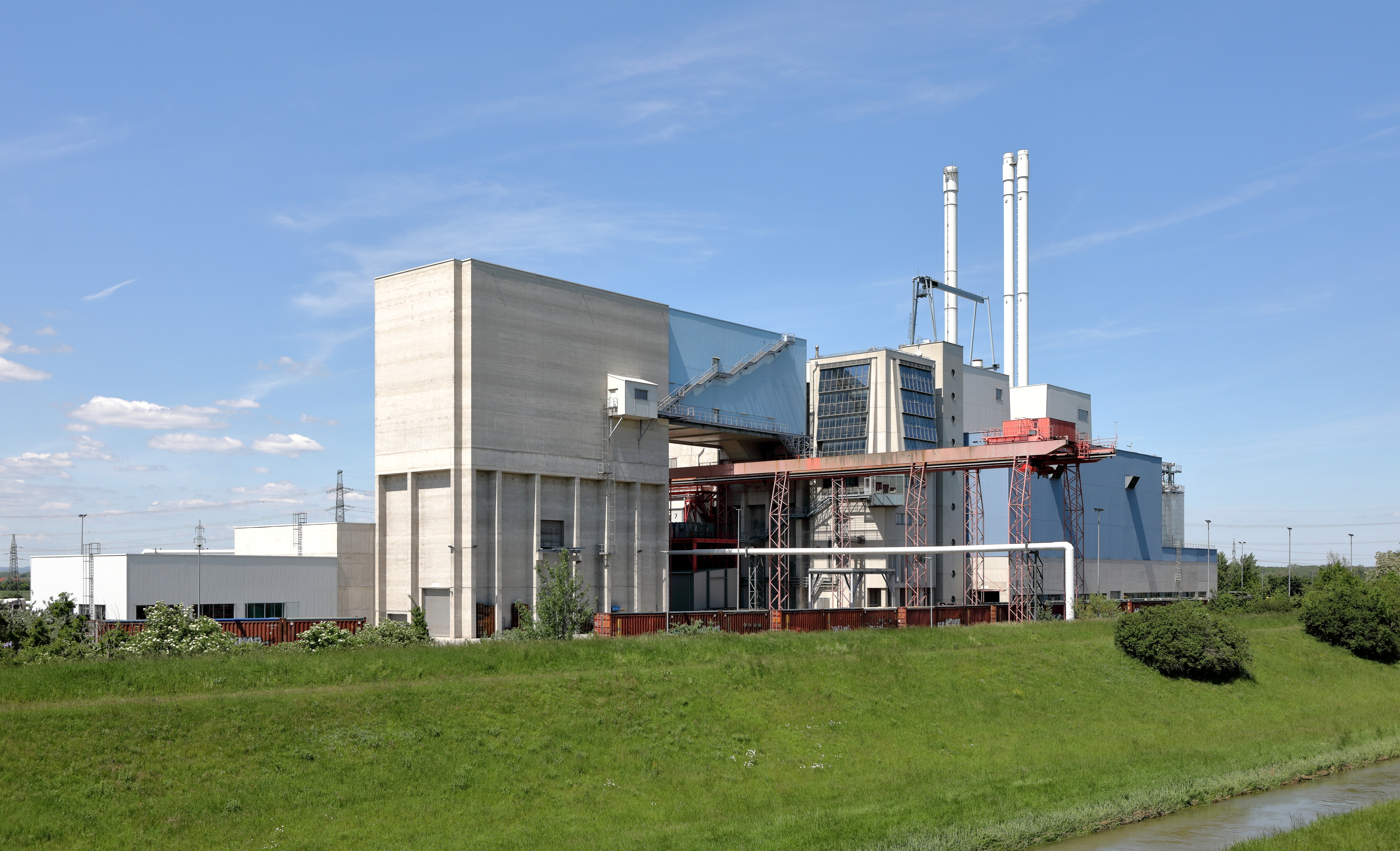
Müllverbrennungsanlage Dürnrohr

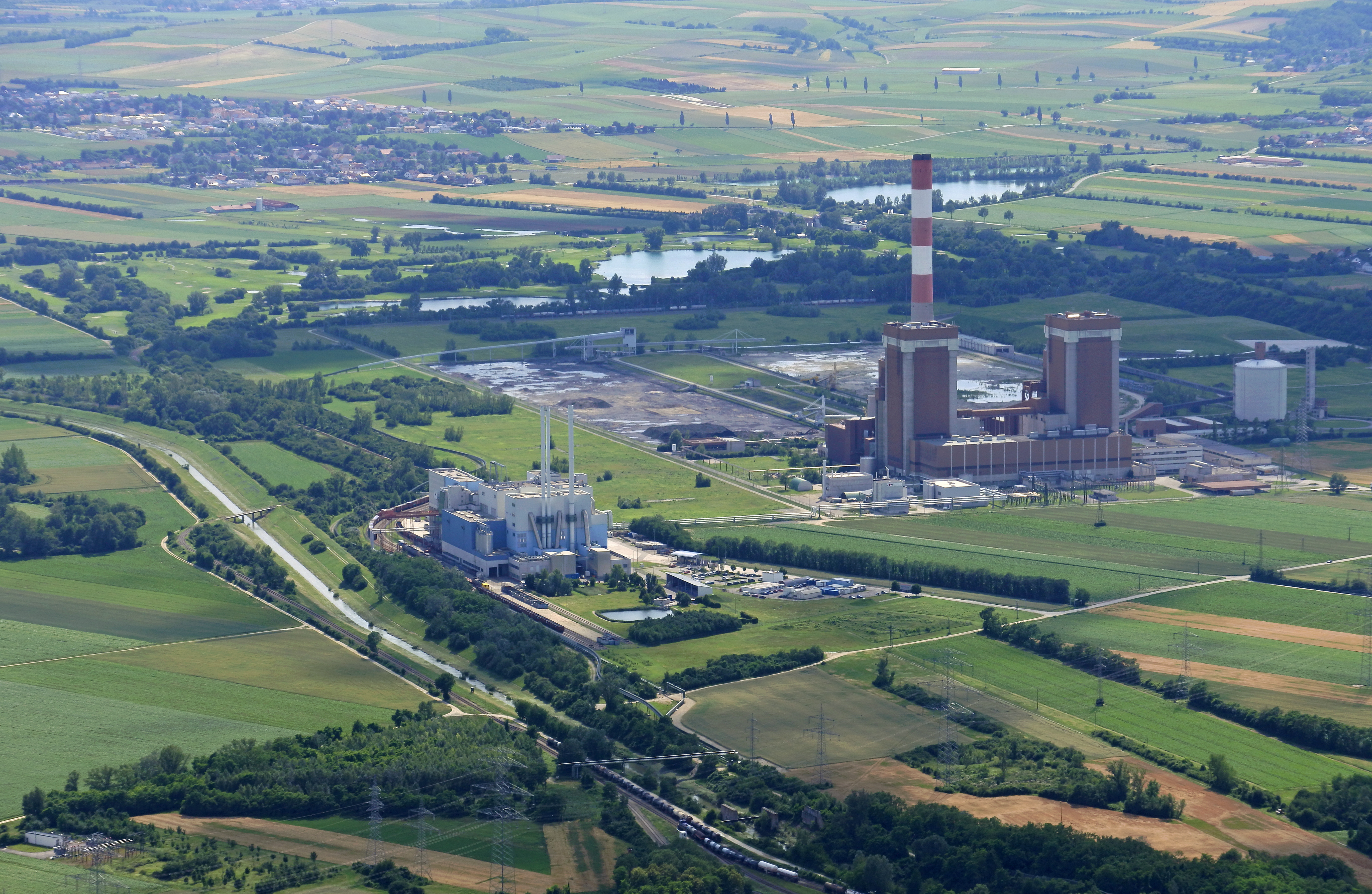
Die Müllverbrennungsanlage (links) mit dem benachbarten Kraftwerk Dürnrohr (rechts)

Die Müllverbrennung Dürnrohr (offizieller Name Thermische Abfallverwertungsanlage Zwentendorf/Dürnrohr) ist eine Müllverbrennungsanlage der EVN Abfallverwertung Niederösterreich (vormals AVN), einem Tochterunternehmen der EVN in Dürnrohr.

## Technischer Aufbau und Daten
In der Anlage wird Hausmüll vor allem aus dem Bundesland Niederösterreich verbrannt. Das Material wird zu 90 % mit der Bahn angeliefert. Die Verbrennung erfolgt mittels Rostfeuerung. Mit der hierbei freiwerdenden Wärme wird in einem Abhitzekessel Dampf erzeugt, der im angrenzenden Kraftwerk Dürnrohr zur Erzeugung von Strom und Fernwärme genutzt wird.
Die Leistung beträgt für die beiden ersten Linien thermisch je 60 MW, jene der dritten Linie 90 MW. Die gesamte Kapazität beträgt im Endausbau 525.000 t/Jahr.
Der Betrieb wird von 75 Mitarbeitern durchgeführt.

## Geschichte
Dem Bau vorangegangen ist nach der Auswahl von Dürnrohr aus 24 Standorten auch eine Volksbefragung, die eine Zustimmung von 74 % der Gemeindebevölkerung ergab.
Errichtet wurden die ersten beiden Linien in den Jahren 1994 bis 2003, die dritte Linie zwischen 2004 und 2010. Der Bau wurde von der Porr durchgeführt. Die beiden ersten Linien wurden nach knapp 18 Monaten Bauzeit und einem Investitionsvolumen von 145 Millionen Euro im Jänner 2004 in Betrieb genommen. Ab August 2009 lief der Probebetrieb der dritten Linie.

## Ausfall im Sommer 2024
Im September 2024 kam es aufgrund massiver Unwetterereignisse und Hochwasser zu einem schwerwiegenden Ausfall der Müllverbrennungsanlage Dürnrohr in Niederösterreich. Der Dammbruch an der Perschling setzte die Anlage unter Wasser und legte sie für mehrere Wochen vollständig lahm. Als größte Abfallverwertungsanlage Österreichs mit einer jährlichen Kapazität von 500.000 Tonnen hatte dieser Ausfall weitreichende Folgen für die Abfallentsorgung in weiten Teilen Niederösterreichs. Die Flutschäden betrafen nicht nur die technischen Anlagen, sondern führten auch zu erheblichen Mengen an zusätzlichem Sperrmüll in den betroffenen Gebieten. Um die Entsorgungskrise zu bewältigen, wurden Notfallmaßnahmen ergriffen, darunter die Einrichtung von Zwischenlagern und die verstärkte Kooperation mit anderen Bundesländern. Der schrittweise Wiederanlauf der Anlage begann im November 2024, wobei zunächst etwa 40 % der üblichen Kapazität erreicht wurden.